# Cesión de derecho
La cesión de derecho, es un contrato por el cual una parte, el cedente, enajena su derecho, legalmente cesible, en favor de otra, el cesionario, para que este lo ejerza en su propio nombre. La cesión es siempre un acto jurídico inter vivos, y —a diferencia de la renuncia— de carácter bilateral, por lo que para perfeccionarse requiere la aceptación del cesionario, sea expresa, tácita o presunta. Puede otorgarse a título oneroso o lucrativo.

## Partes que intervienen
1. Cedente: persona que enajena su derecho.
2. Cesionario: persona que ejercerá el derecho en su propio nombre.
3. Cedido: deudor en el caso de cesión de posición de acreedor.

## Objeto
Todo derecho puede ser cedido, en tanto no haya prohibición expresa o implícita de la ley o sea estipulado por las partes en el título de las obligaciones o surja de la naturaleza del derecho.

## Regulación Jurídica

### Argentina
Se encuentra regulado en el Título IV, capítulo 26 del  Código Civil y Comercial de la Nación, Argentina, donde se indica: "Hay contrato de cesión cuando una de las partes transfiere a la otra un derecho. Se aplican a la cesión de derechos las reglas de la compraventa, de la permuta o de la donación, según que se haya realizado con la contraprestación de un precio en dinero, de la transmisión de la propiedad de un bien, o sin contraprestación, respectivamente, en tanto no estén modificadas por las de este Capítulo".
Derechos no cedibles
Hay prohibición expresa, según lo dispuesto por el art. 1617, de la cesión de derechos inherentes a la persona humana o derechos de la personalidad (p. ej. nombre, identidad, etc.). Todo derecho otorgado intuitu personae o concedido con fines de amparo por la ley estará afectado de incesibilidad.

### Chile
Conforme a la legislación chilena, tanto los derechos reales como los personales, a excepción de los personalísimos, pueden ser objeto de enajenaciones o transferencias. La cesión de derechos reales sigue las reglas de los contratos, salvo el derecho de herencia, que posee normas especiales. Tratándose de la cesión de derechos personales y derechos litigiosos, la ley también ha dispuesto normas particulares.
En consecuencia, el Código Civil entrega normas especiales respecto de:
- Cesión de créditos personales, en conformidad a los artículos 1901 a 1908;
- Cesión del derecho real de herencia, conforme a los artículos 1909 y 1910; y
- La cesión de derechos litigiosos, regulada en los artículos 1911 a 1914.[5]

### México
Se encuentra regulado en el Código Civil Federal. En el artículo 2029 se define a este contrato indicando que existirá cesión de derechos cuando el acreedor transfiera a otros lo que tiene contra su deudor, mientras que en el artículo  2030 se faculta al acreedor para que puede ceder su derecho a otra persona sin la obligación de avisarle al deudor, siempre y cuando esta no esté prohibida por la ley o se haya convenido no hacerla.
Derechos no cedibles
1. Derecho de sucesiones
2. Derechos generados por la constitución del patrimonio familiar
3. Derecho real de uso y habitación